# شکربوته بلاید
شکربوته بلاید (نام علمی: Protea laetans) نام یک گونه از سرده شکربوته‌ها است.